# Capri (Kampanien)
Capri ist eine Gemeinde mit 6771 Einwohnern (Stand 31. Dezember 2023) in der Metropolitanstadt Neapel, Region Kampanien.
Der Ort ist eine der beiden Gemeinden, die sich auf der Insel Capri befinden. Anacapri ist die zweite Gemeinde auf der Insel Capri.

## Bevölkerungsentwicklung
Zwischen 1991 und 2001 fiel die Einwohnerzahl geringfügig von 7.075 auf 7.064. Dies entspricht einer prozentualen Abnahme von etwa 0,2 Prozent.

## Städtepartnerschaften
Capri unterhält mit folgenden Städten Partnerschaften:		
- Bethlehem (Palästinensische Autonomiegebiete)[2]

## Persönlichkeiten
- Serafino Cimino (1873–1928), Erzbischof und Diplomat des Heiligen Stuhls, wurde in Capri geboren
- Carlo Ludovico Bragaglia (1894–1998), Filmregisseur, starb in Capri
- Giuseppe Edoardo Sansone (1925–2003), Dichter und Sprachwissenschaftler, war Ehrenbürger von Capri